# Krasnyj Łucz (obwód pskowski)
Krasnyj Łucz (ros. Красный Луч) – osiedle typu miejskiego w zachodniej Rosji, centrum administracyjne osiedla wiejskiego Polistowskoje rejonu bieżanickiego w obwodzie pskowskim.

## Geografia
Miejscowość położona jest nad rzeką Pyłka, 16 km od centrum administracyjnego rejonu (Bieżanice), 135 km od stolicy obwodu (Psków).
W granicach miejscowości znajdują się ulice: Gorkogo, Leninskaja, Mira, Nowaja, zaułek Nowyj, Oktiabrskaja, Pierwomajskaja, Pierwomajskaja 1 linia, Pierwomajskaja 2 linia, Pierwomajskaja 3 linia, Pierwomajskaja 4 linia, Pionierskaja, zaułek Pionierskij, Posiołkowaja, Proletarskaja, Sadowaja, Sowietskaja, zaułek Sowietskij, zaułek Szkolnyj, Truda, Szkolnaja, Zawodskaja, Zielonaja Gorka, Zielonaja Gorka 1 linia.

## Demografia
W 2020 r. miejscowość liczyła sobie 718 mieszkańców.

## Historia
Osiedle powstało w związku z otwarciem w grudniu 1905 r. w dieriewni Lezawiczi w ujezdzie noworżewskim pskowskiej guberni spółki zajmującej się produkcją wyrobów szklanych oraz budową huty szkła. Po rewolucji październikowej zarówno fabrykę, jak i osiedle zamieszkiwane przez jej pracowników przemianowano na dzisiejszy Krasnyj Łucz.
28 sierpnia 1958 roku zapadła decyzja o zmianie statusu sieła na osiedle robotnicze, a tym samym osiedle typu miejskiego